# 송제헌
송제헌(宋制憲, 1986년 7월 17일 ~ )은 대한민국의 축구 선수이다. 포지션은 공격수이다.

## 클럽 경력
송제헌은 2009년 신인 드래프트로 포항 스틸러스에 입단했으나 1군 3경기 출장에 그쳤고, 주로 2군 경기에서 활약하였다. 2009년 R리그 득점왕을 차지하였다.
포항 스틸러스에서의 첫 시즌이 끝난 후 포항과의 재계약을 거절하고, 이듬해인 2010년에 새로운 피를 수혈하던 이영진 감독이 이끌던 대구 FC에 이적했다. 대구에서의 첫 시즌 때 16경기에 출전하여 1골을 기록하는 데 그쳤으나 2011 시즌 23경기에서 8골을 기록하며 대구 FC 공격진의 핵심 선수로 자리잡았다.
2013년 1월 3일 전북 현대 모터스에 이적하였다. 8월 4일 강원 FC와의 리그 경기에서 9경기 만에 전북에서의 데뷔골을 터뜨렸다. 2013 시즌 후 서상민과 함께 상주 상무 입대가 확정됐다. 2015년 10월 12일 서상민과 같이 상주 상무에서의 군 복무를 마쳤으나, 원 소속팀인 전북과 재계약하지 않고 팀을 떠났다.
2016년 1월 5일, 인천 유나이티드 입단이 발표되었다. 2016년 4월 2일 열린 FC 서울과의 경기에서 인천 입단 후 첫 골을 기록했다.
2017시즌을 앞두고 K리그 챌린지의 경남 FC로 이적했다. 2017시즌 경남이 K리그 챌린지 우승을 차지하면서 커리어 사상 첫 우승을 경험했다.
2018년 여름 이적시장을 통해 내셔널리그의 천안시청로 이적했다.
2020시즌을 앞두고 울산시민축구단으로 이적했다.

## 그 외
제헌절인 7월 17일에 출생하여 송제헌이라는 이름을 갖게 되었다.

## 수상

### 클럽
경남 FC
- K리그 챌린지 : 우승 (2017)